# Marisa Paredes

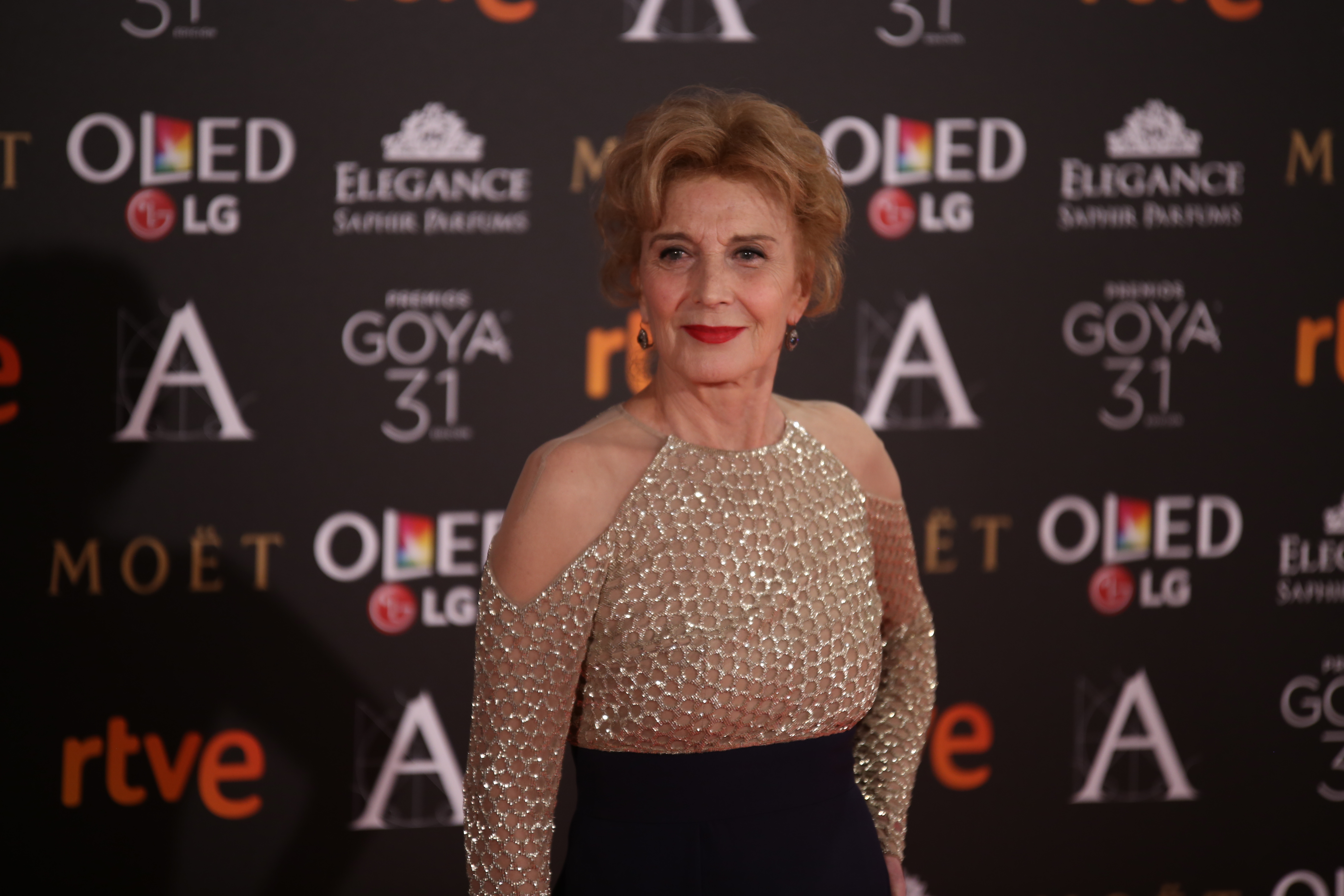
Paredes vid Goyautdelningen 2017.

Marisa Paredes, född 3 april 1946 i Madrid, död 17 december 2024 i Madrid, var en spansk skådespelare.
Paredes filmdebuterade som 14-åring och var tonårsstjärna inom spansk film och teater i början av 1960-talet. Hon blev senare särskilt känd för sina samarbeten med regissören Pedro Almodóvar. Åren 2000 till 2003 var hon ordförande för Academia de las artes y las ciencias cinematográficas de España. Hon tilldelades heders-Goya 2018.

## Filmer i urval
- Dunkla drifter (1983)
- Höga klackar (1991)
- Minnenas hotell (1992)
- Min hemlighets blomma (1995)
- Trois vies et une seule mort (1996)
- Livet är underbart (1997)
- Förbjuden kärlek (1998)
- Allt om min mamma (1999)
- El coronel no tiene quien le escriba (1999)
- The Devil's Backbone (2001)
- Tala med henne (2002)
- The Skin I Live In (2011)
- Traumland (2013)